# Magali Vaissière
Magali Vaissière, née le 15 juillet 1957 à Montpellier (Hérault), est une ingénieure française, membre de l'Académie des technologies et haut fonctionnaire européenne.
Après une carrière essentiellement dans l'industrie spatiale, première femme à diriger un département technique de l'Agence spatiale européenne, elle dirige de 2021 à 2024 l'Institut de recherche technologique (IRT) « Saint Exupéry ».

## Biographie

### Famille
Magali Françoise Serre naît le 15 juillet 1957 à Montpellier du mariage de Pierre Serre, médecin, et d'Arlette Sagner, professeur de médecine.
Divorcée d'Alain Vaissière, ingénieur, avec qui elle a eu deux enfants, elle épouse en secondes noces Bernard Claudinon, ingénieur.

### Formation
Magali Françoise Serre naît le 15 juillet 1957 à Montpellier. Après des études au lycée Clemenceau et au lycée Joffre de Montpellier, puis au lycée du Parc à Lyon, elle intègre l'École nationale supérieure des télécommunications d'où elle est diplômée en 1980. Elle obtient ensuite un Master of science (MSc) en génie électrique à l'université Stanford au cœur de la Silicon Valley, et un Master of Business administration au Centre de perfectionnement aux affaires de Toulouse.

### Carrière professionnelle
De 1981 à 1990, Magali Vaissère est ingénieur en traitement de signal dans la « Division radars de surface » de Thomson-CSF,. Elle est ensuite ingénieur chez Matra Espace, devenu Matra Marconi Space, responsable des activités de coordination de la R&D à la direction technique jusqu'en 1995, puis responsable des activités d'ingénierie réseaux par satellites jusqu'en 2000. Elle entre ensuite chez EADS-Astrium où elle est chargée de la division R&D et produits à la direction d'affaires télécom jusqu'en 2002 puis responsable marketing auprès des grands comptes institutionnels français jusqu'en 2005.
En 2005, elle entre à l'Agence spatiale européenne où elle est chef du département des télécommunications par satellite. En 2008, elle est nommée directrice des télécommunications et applications intégrées,. Elle y dirige une équipe d'une centaine d'ingénieurs européens et canadiens. 
En 2013, elle est nommée directrice du Centre européen des applications spatiales et des télécommunications, établissement de l'Agence spatiale européenne au Royaume-Uni. 
Le 24 mars 2021, lors de la réunion du conseil d'administration de l'Institut de recherche technologique (IRT) « Saint Exupéry », elle en est élue présidente, à l’unanimité,. Christian Picollet, vice-président des programmes de recherche et technologie chez Safran, lui succède en mars 2024.

## Distinctions

### Décorations
Le 30 janvier 2008, Magali Vaissière est nommée au grade de chevalier dans l'ordre national de la Légion d'honneur au titre de « responsable d'un département de télécommunications ; 26 ans d'activités professionnelles ».

### Prix et nominations
En 2007, Magali Vaiisière reçoit le prix Irène-Joliot-Curie dans la catégorie parcours femme entreprise.
Le 15 octobre 2009, elle est nommée au Haut Conseil de la science et de la technologie, composé de vingt personnalités désignées par le Premier ministre, pour un mandat de quatre ans.
Le 4 décembre 2013, elle est élue membre de l'Académie des technologies, élection approuvée par le gouvernement le 20 mai 2014,.
En 2017, elle est élue "UK Space Personality of the Year.
En 2018, elle reçoit le Prix Sir Arthur Clarke (en) dans la catégorie « Space Achievement by Industry/Project Individual ». Le magazine Forbes la classe en 2018 dans le Top50 mondial des femmes dans le domaine technique « The World's Top 50 Women in Tech ».